# Zamia pyrophylla
Zamia pyrophylla là một loài thực vật hạt trần trong họ Zamiaceae. Loài này được Calonje, D.W.Stev. & A.Lindstr. mô tả khoa học đầu tiên năm 2010.